# Carl Tart
Carl Tart (nacido el 5 de enero de 1989) es un actor, escritor y comediante estadounidense. Tart es conocido por ser un actor destacado en el programa de sketches de Fox de 2016 Party Over Here, un escritor en Mad TV y un invitado habitual en el podcast Comedy Bang! Bang! Actualmente protagoniza la comedia de NBC Grand Crew.

## Vida y carrera
Carl Tart nació en Misisipi y se crio en Los Ángeles. Es un artista habitual en el Upright Citizens Brigade Theatre y exalumno del grupo de comedia Boom Chicago.
Tart es un invitado frecuente en el podcast de Earwolf Comedy Bang! Bang! y también ha aparecido en los podcasts Spontaneanation, Yo, Is This Racist? , Hollywood Handbook y más.

## Filmografía
| Año  | Título                             | Papel                                          | Notas                                          |
| ---- | ---------------------------------- | ---------------------------------------------- | ---------------------------------------------- |
| 2015 | The Soul Man                       | Marcus                                         | Episodio: "No Weddings and Ten Funerals"       |
| 2015 | Jimmy Kimmel Live!                 | Vigilante del jugador / Miembro de Space Pence | 2 episodios                                    |
| 2015 | Girl Meets World                   | Gerente del restaurante                        | Episodio: "Girl Meets Texas"                   |
| 2015 | Comedy Bang! Bang!                 | Varios                                         | Recurrente, 4 episodios                        |
| 2016 | Party Over Here                    | Jugador destacado                              | Personaje regular, 10 episodios                |
| 2016 | Tween Fest                         | Prince Bosh                                    | Episodio: "Swag Strike"                        |
| 2016 | Transparent                        | Guardia                                        | Episodio: "Elizah"                             |
| 2016 | Bajillion Dollar Propertie$        | Eugene "Rocket" Jackson                        | 3 episodios                                    |
| 2016 | Lethal Weapon                      | Oficial de la estación / Uni                   | 3 episodios                                    |
| 2016 | The Coach Who Clothed Them         | Ladrón                                         | Película de televisión                         |
| 2017 | Throwing Shade                     | Girador de señales                             | Episodio #1.6                                  |
| 2017 | Dice                               | Gordon                                         | Episodio: "Big Fan"                            |
| 2018 | Love                               |                                                | Episodio: "Stunt Show"                         |
| 2018 | Rob Riggle's Ski Master Academy    | Chauncy                                        | 8 episodios                                    |
| 2018 | It's A Party                       | Black Stacy                                    | Película                                       |
| 2019 | Brooklyn Nine-Nine                 | Max Prescott                                   | Episodio: "The Crime Scene"; also story editor |
| 2019 | Arrested Development               | Henry                                          | Episodio: "Chain Migration"                    |
| 2019 | Cake                               | Tree (voz)                                     | Episodio: "Headspace"                          |
| 2020 | The Good Place                     | Steve                                          | Episodio: "Mondays, Am I Right?"               |
| 2020 | Superstore                         | Oscar                                          | Episodio: "Sandra's Wedding"                   |
| 2020 | Big City Greens                    | Dirtbag (voz)                                  | Episodio: "Garage Tales/Animal Farm"           |
| 2020 | Robbie                             | Karl                                           | Episodio: "Robbie vs. Ava vs. Danielle"        |
| 2020 | Connecting                         | Wendell                                        | Episodio: "Day 90"; also writer                |
| 2020 | Aunty Donna's Big Ol' House of Fun | Hat                                            | Episodio: "Party"                              |
| 2021 | Miracle Workers                    | Lionel                                         | Episodio: "Oregon Trail: Hunting Party"        |
| 2021 | Star Trek: Lower Decks             | Teniente Kayshon (voz), voces adicionales      | 11 episodios                                   |
| 2021 | Inside Job                         | Varias voces                                   | 2 episodios                                    |
| 2021 | Grand Crew                         | Sherm Jones                                    | Protagonista                                   |
| 2022 | Central Park                       | Voz                                            | 3 episodios                                    |
| 2022 | Three Busy Debras                  | Jasper                                         | Episodio: "Debra Gets a Boyfriend"             |
| 2022 | Everything's Trash                 | Hotep Zombie                                   | Episodio: "Family Is Trash"                    |
| 2022 | Blockbuster                        | Jeff                                           | Episodio: "Pilot"                              |
| 2023 | History of the World, Part II      | Lázaro                                         | Episodio: "VII"                                |
| 2023 | Digman!                            | First Mate O'Dooley (voz)                      | Episodio: "The Mile High Club"                 |
| 2023 | Papás a la antigua                 | Brian Dodson                                   | Película                                       |